# بندقية إم40 عديمة الارتداد
البندقية إم40 عديمة الارتداد هي بندقية عديمة الارتداد عيار 105 ملم محمولة بطاقم من إنتاج الولايات المتحدة. صُممت أساساً كسلاح مضاد للدبابات، ويمكن استخدامها أيضاً كسلاح مضاد للأفراد باستخدام قذيفة سهمية خطاطة مضادة للأفراد. يوصف قُطر السبطانة بأنه عيار 106 مم عموماً ولكنه في الواقع 105 مم؛ كان المقصود من اختيار 106 ملم منع الالتباس مع الذخيرة غير المتوافقة عيار 105 ملم للبندقية إم27 عديمة الجدوى. بإمكان هذه البندقية المغلاقية ذات الطلقة الأحادية والمبردة بالهواء إطلاق ذخيرة متصلة وقد استخدمت أولاً محمولة على آليات مجنزرة. ووضع تصميمها لإطلاق النيران المباشرة فقط، لذلك زود كل سلاح منها بمعدات رؤية لهذا الغرض، بما في ذلك بندقية رصد [الإنجليزية] مثبتة.